# 1763
1763 (MDCCLXIII) var ett normalår som började en lördag i den gregorianska kalendern och ett normalår som började en onsdag i den julianska kalendern.

## Händelser

### Januari
- 27 januari – Brasiliens huvudstad flyttas från Salvador till Rio de Janeiro.[1]

### Februari
- 10 februari – Parisfreden undertecknas.[2]
- 15 februari – Sjuårskriget slutar, genom att de inblandade parterna sluter fred i Hubertsburg.

### September
- 20 september – Silangupproret på Spanska Filippinerna slås ned och dess ledare Gabriela Silang avrättas.

### December

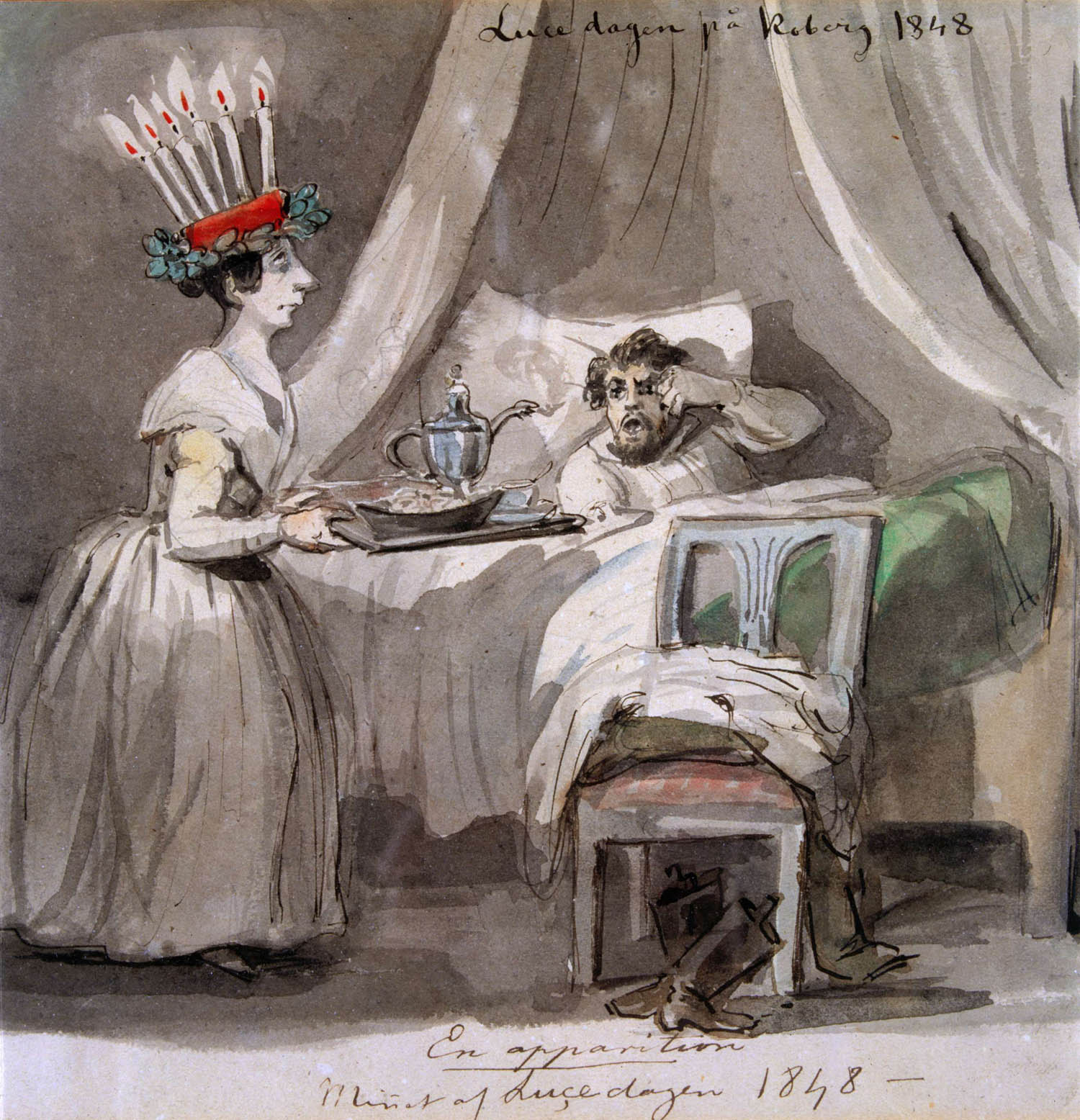
Lucia i Sverige.

- 13 december – Första moderna svenska Luciafirandet omtalas vid ett slott i Västergötland.[3]

### Okänt datum
- En period av ekonomisk kris inleds i Sverige, varför många manufakturer tvingas läggas ner.
- Sverige och Storbritannien återupprättar handelsförbindelser igen, efter 15 års fientlighet.
- Ett förbud mot skatteköp införs, till de svenska böndernas stora förargelse.
- Investeringarna i Finlands största exportvara, tjära, minskar på grund av rädslan för en rysk invasion.
- Den svenska hospitalsordningen införs och innebär att varje församling skall försörja de fattiga. Det blir dock stora lokala variationer, eftersom det är upp till socknarna hur det ska lösas.
- Ett nytt Kina slott byggs i mer varaktigt material än det första träslottet. Carl Fredrik Adelcrantz inreder slottet med hjälp av Jean Eric Rehn.
- Stockholms invånarantal uppgår till 73 000. De näst största städerna Göteborg och Karlskrona uppges ha ca 10.000 invånare vardera.
- Den första upplagan av Almanach de Gotha publiceras.

## Födda

### Första kvartalet

#### Januari
- 1 januari – Carl Gustaf Adlerberg, svensk friherre och diplomat.
- 3 januari – Joseph Fesch, fransk kardinal.
- 11 januari – Caroline von Wolzogen, tysk författare.
- 12 januari – Georges Michel, fransk målare.
- 22 januari – Ernst Ludwig Posselt, tysk historiker.
- 26 januari – Jean Baptiste Bernadotte, fransk marskalk, kung av Sverige och Norge 1818–1844.

#### Februari
- 9 februari – Buckner Thruston, amerikansk jurist och politiker, senator 1805–1809.

#### Mars
- 4 mars – Hans Christian Knudsen, dansk skådespelare.
- 13 mars
  - Guillaume Brune, fransk militär.
  - Friedrich Bury, tysk målare.
- 14 mars – Lovisa Wadsten, svensk målare.
- 21 mars – Jean Paul, tysk författare.

### Andra kvartalet

#### April
- 26 april – Carl Axel Pereswetoff-Morath, svensk militär och godsägare.

#### Maj
- 6 maj – Johan David Åkerblad, svensk diplomat, paleograf och tecknare.
- 7 maj – Józef Antoni Poniatowski, polsk militär.
- 14 maj – Anton Christian Wedekind, tysk historiker.
- 20 maj – William Wellesley-Pole, 3:e earl av Mornington, brittisk politiker.

#### Juni
- 13 juni – José Bonifácio de Andrada e Silva, brasiliansk mineralog, poet och politiker.
- 23 juni – Joséphine de Beauharnais, fransk kejsarinna. Gift med Napoleon I.
- 26 juni – George Morland, engelsk målare.
- 29 juni – Axel Adlersparre, svensk militär och ämbetsman.

### Tredje kvartalet

#### Juli
- 17 juli – John Jacob Astor, amerikansk entreprenör.

#### Augusti
- 2 augusti – Carl Gustaf Nordforss, svensk författare och militär.
- 8 augusti – Charles Bulfinch, amerikansk arkitekt.
- 23 augusti – Louis-Mathieu Langlès, fransk orientalist.

#### September
- 2 september – Caroline Schelling, tysk författare, översättare och salongsvärd.
- 4 september – Hampus Mörner, svensk greve och militär.
- 6 september – Pietro Bettelini, italiensk kopparstickare.
- 22 september – Claude-Antoine Prieur-Duvernois, fransk politiker.
- 24 september – Ezra Butler, amerikansk politiker, guvernör i Vermont 1826–1828.

### Fjärde kvartalet

#### Oktober
- 1 oktober – Per Kernell, svensk präst.

#### November
- 14 november – Stanley Griswold, amerikansk politiker, senator 1809.

#### December
- 23 december – Georg Joseph Beer, österrikisk oftalmolog.

## Avlidna
- 12 februari – Pierre de Marivaux, fransk författare.
- 11 maj – Thure Gabriel Bielke, svensk militär, diplomat och politiker; riksråd.
- 29 juni – Hedvig Charlotta Nordenflycht, svensk författare.
- 11 juli – Peter Forsskål, svensk naturforskare, orientalist och filosof.
- 12 augusti – Olof von Dalin, svensk skald, prosaskriftställare och hävdatecknare.
- Oktober – Anna Maria Garthwaite, brittisk textildesigner.
- 10 november – Joseph François Dupleix, fransk generalguvernör i Indien.
- 27 november – Isabella av Parma, prinsessa.

### Fotnoter
1. ↑  World Statesmen (läst 6 april 2011)
2. ↑  Det hände i dag
3. ↑  Det hände i dag